# Meester van Delft

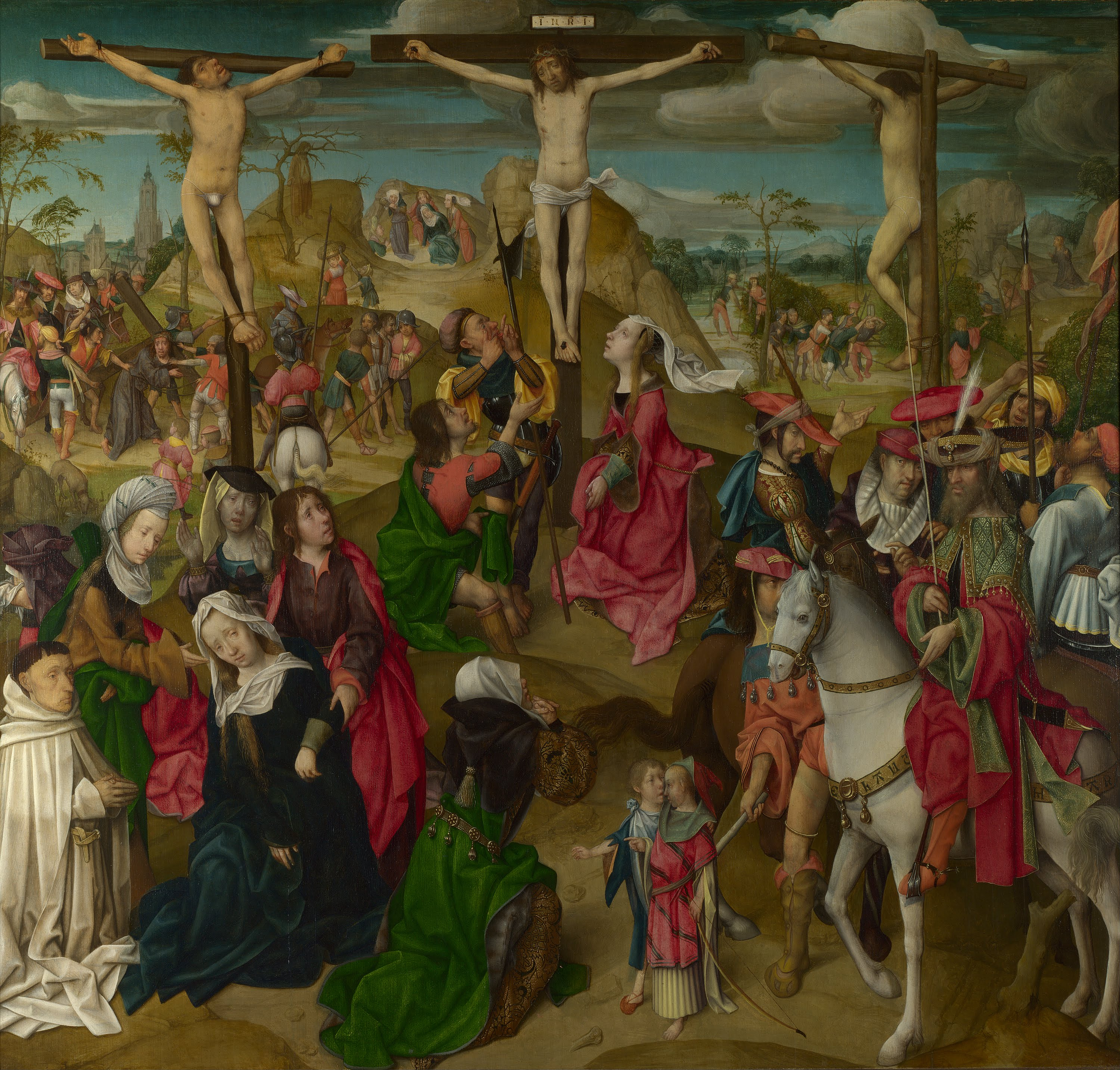
Middenpaneel van De kruisiging en andere scènes uit de Passie van Christus (tussen 1510 en 1520) van de Meester van Delft (Londen, National Gallery). Op de achtergrond is links de Nieuwe Kerk van Delft afgebeeld.

De Meester van Delft, ook wel bekend als de Meester van het Leven van Lydwina, is de noodnaam voor een Noord-Nederlandse schilder en tekenaar die werkzaam was van 1480 tot 1520. Hij is actief geweest in Delft. De schilder werkte met olieverf en staat bekend om zijn drieluiken, waarin de invloed van Cornelis Engebrechtsz. zichtbaar is. De kunstkenner Max Friedländer heeft tevens opgemerkt dat bepaalde houtsneden in Hollandse boeken gelijkenissen vertonen met de stijl van deze anonieme meester.